# Pawłowa (osada leśna w województwie podkarpackim)
Pawłowa – osada leśna w Polsce położona w województwie podkarpackim, w powiecie przeworskim, w gminie Adamówka, na terenie wsi Pawłowa.
W latach 1975–1998 miejscowość administracyjnie należała do województwa przemyskiego.
Osada znajduje się przy granicy powiatu lubaczowskiego, obok Woli Cewkowskiej.